# Deep Dish
Deep Dish ist ein US-amerikanisches DJ-, Remixer- und Produzenten-Duo im Bereich der elektronischen Tanzmusik.
Deep Dish besteht aus den beiden iranischstämmigen Amerikanern Sharam Tayebi und Ali Dubfire Shirazinia. Sie sind vor allem für ihre zahlreichen Remixe bekannt und führen mit Yoshitoshi ein eigenes House-Label.

## Auszeichnungen
- International Dance Music Award 2005 for Best House/Garage Track Say Hello, Best Progressive/Trance Track Say Hello and Ortofon Best American DJ Award
- Grammy Award 2002 „Best Remixed Recording“ für Didos Thank You
- International Dance Music Awards 2005 for Best Underground Dance Track für Flashdance
- DanceStar USA Award 2004 for Best Compilation (US Releases) für Deep Dish – GU 025: Toronto (Global Underground) and Best DJ
- Ibiza DJ Award 2004 for Best Set of the Season
- DanceStar USA Award 2002 Best Compilation for Deep Dish – GU 021: Moscow (Global Underground)
- Muzik Magazine SAS Award 1998 „Best International DJ“
- Best Progressive DJ – BPM Magazine 2006 „America's Favorite DJ's“ Poll
- Number 10 in DJ Magazine's World’s Top 100 DJ's reader's poll for 2006

## Diskografie (Auszug)

### Alben
- 1998 Junk Science
- 2005 George Is On

### Singles/EPs
- 1994 Chocolate City (Love Songs)
- 1994 High Frequency
- 1994 The Dream
- 1995 Sexy Dance
- 1995 Wear The Hat
- 1996 Stay Gold
- 1997 Stranded
- 1998 Stranded (In Dub)
- 1998 The Future of the Future (feat. Everything but the Girl)
- 1999 Mohammad Is Jesus…
- 1999 Summer Is Over
- 2003 Global Underground: Toronto [12" Single]
- 2004 Flashdance (feat. Anousheh Khalili)
- 2005 Say Hello (feat. Anousheh Khalili)
- 2005 Dreams (feat. Stevie Nicks)
- 2006 Sacramento
- 2007 Come Back
- 2014 Quincy

### DJ Mixe
- 1995 Penetrate Deeper
- 1995 Undisputed
- 1996 DJ's Take Control, Vol. 3
- 1997 Cream Separates
- 1999 Yoshiesque
- 2000 Renaissance Ibiza
- 2001 Global Underground: Moscow 21
- 2001 Yoshiesque, Vol. 2
- 2003 Global Underground: Toronto 25
- 2006 Global Underground: Dubai 29 (by Sharam)
- 2007 Global Underground: Taipei 31 (by Dubfire)

### Produktionen
- 1992 Hex – Tricky Jazz
- 1996 Alcatraz – Give Me Luv
- 2002 Timo Maas – Help Me
- 2003 Various Artists – Slip 'N' Slide Ibiza 2

### Remixe
- 1993 Brian Transeau – Relativity
- 1994 Brian Transeau – The Dream
- 1994 Joi Cardwell – Trouble
- 1994 Brian Transeau – The Moment Of Truth
- 1995 Janet Jackson – When I Think Of You
- 1995 The Shamen – Transamazonia
- 1995 Dajae – Day By Day
- 1995 Paula Abdul – Crazy Cool
- 1996 Everything but the Girl – Wrong
- 1996 The Beloved – Three Steps To Heaven
- 1996 Pet Shop Boys – Se A Vida É (That’s The Way Life Is)
- 1996 Sandy B – Make The World Go Round
- 1996 Kristine W – Land Of The Living
- 1996 Tina Turner – In Your Wildest Dreams
- 1996 Alcatraz – Giv Me Luv
- 1996 Brian Transeau feat. Tori Amos – Blue Skies
- 1997 D-Note – Waiting Hopefully
- 1997 Adam F – Music In My Mind
- 1997 Sandy B – Ain't No Need To Hide
- 1997 Olive – Miracle
- 1997 Michael Jackson – Is It Scary
- 1998 Love and Rockets – Resurrection Hex
- 1998 Danny Tenaglia feat. Celeda – Music Is the Answer
- 1998 Eddie Amador – House Music
- 1998 DJ Rap – Good To Be Alive
- 1998 The Rolling Stones – Saint Of Me
- 1999 Brother Brown feat. Frank’ee – Under The Water
- 1999 Billie Ray Martin – Honey
- 1999 Beth Orton – Central Reservation
- 2000 Madonna – Music
- 2000 Gabrielle – Rise
- 2000 Richard Morel – True (The Faggot Is You)
- 2000 Sven Väth – Barbarella
- 2000 Dusted – Always Remember To Respect and Honour Your Mother – Part One
- 2001 Dido – Thank You
- 2001 iio – Rapture
- 2001 N’Sync – Pop
- 2001 Planet Funk – Inside All the People
- 2001 Delerium – Innocente
- 2001 Depeche Mode – Freelove
- 2002 Justin Timberlake – Like I Love You
- 2002 Timo Maas feat. Kelis – Help Me
- 2002 Beenie Man feat. Janet – Feel It Boy
- 2002 Elisa – Come Speak To Me
- 2003 Dido – Stoned
- 2003 Girl Whatever – Activator
- 2003 P. Diddy – Let’s Get Ill
- 2004 Louie Vega & Jay ’Sinister’ Sealée Feat. Julie McKnight – Diamond Life
- 2005 David Guetta – The World Is Mine
- 2005 Narcotic Thrust – Safe From Harm
- 2005 Paul van Dyk – The Other Side
- 2006 Coldplay – Clocks
- 2007 Robbie Rivera – Float Away